# Oś zła (kosmologia)
„Oś zła” – termin określający korelację pomiędzy orientacją płaszczyzny ekliptyki Układu Słonecznego a obserwowanym mikrofalowym promieniowaniem tła. Nadaje płaszczyźnie Układu Słonecznego większe znaczenie, niż można przypisać przypadkowi – rezultat, który narusza zasadę kopernikańską i podważa model kosmologiczny Lambda-CDM.

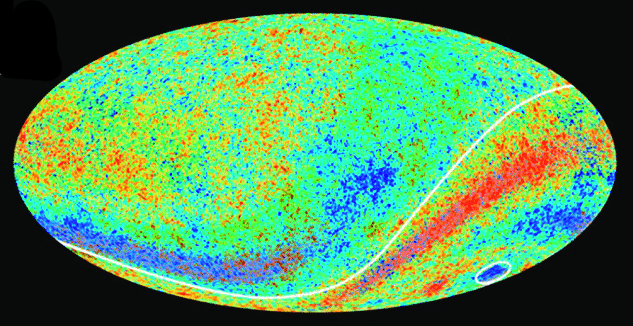
Oś Zła i tajemniczy zimny punkt wyróżniają się na tej mapie promieniowania CMB uzyskanej przez sondę kosmiczną ESA Planck (21 marca 2013 r.)